# Michel Fixot
Pour les articles homonymes, voir Fixot.
Michel Fixot, né en 1941, est un archéologue médiéviste, spécialiste de castellologie et d'architecture religieuse.

## Biographie
Agrégé d'histoire, Michel Fixot commence sa carrière d’enseignant au Havre avant de rejoindre l’université de Provence.
Élève de Michel de Boüard et spécialisé d'abord dans les fouilles de constructions de terre et de bois, il a introduit les méthodes archéologiques dans l'étude de la mutation féodale, en examinant les marqueurs de ce qu'il appelle « l'affirmation d'un pouvoir autonome ruralisé », autrement dit l'émergence matérielle des donjons et des mottes castrales. Ses travaux portent essentiellement sur l’architecture militaire et religieuse du Moyen Âge, mais s'infléchissent, sous l'influence de Paul-Albert Février, vers l'Antiquité tardive.
Il s'est particulièrement illustré pour avoir débrouillé la genèse lente du complexe cultuel de Saint-Victor de Marseille, qu'il fouille depuis les années 1970, dans le sillage de Gabrielle Démians d'Archimbaud.

## Publications
Une sélection parmi ses publications :
- Les fortifications de terre et les origines féodales dans le Cinglais, Caen, Centre de Recherches Archéologiques Médiévales, 1968. ici
  - Lire aussi : « Les fortifications de terre et la naissance de la féodalité dans le Cinglais », dans Château-Gaillard, no 3, 1969, p. 61-66.
- Avec Paul-Albert Février et Christian Goudineau, Histoire de la France urbaine, dir. Georges Duby, 1. La ville antique, des origines à la fin du IXe siècle, collection « L'Univers historique », éditions du Seuil, 1980. (Période traitée par Michel Fixot : le haut moyen âge, du VIIe au IXe siècle, p. 133-137 et 497-563)
- « Notes sur la genèse du château roman », dans Matériaux pour l'histoire des cadres de vie dans l'Europe occidentale, Centre d'études médiévales de Nice, 1984, p. 45-65.
- « L'image du bâti », dans Le paysage monumental de la France autour de l'an Mil, dir. Xavier Barral i Altet, éditions Picard, 1987, p. 671-680.
- « La Provence de Grégoire de Tours à l'An Mil », dans La Provence des origines à l'an mil : Histoire et archéologie, dir. Paul-Albert Février, éditions Ouest-France, 1989, p. 443-491.
- Direction d'ouvrage, L'église et son environnement : archéologie médiévale en Provence, LAMM, 1989.
- Direction d'ouvrage avec Elisabeth Zadora-Rio, L'église, le terroir collection « Monographie du CRA », no 1, éditions du CNRS, 1989.
  - Voir aussi, sous la direction des mêmes : L'église médiévale dans l'espace rural provençal, environnement immédiat et terroir d'après les fouilles récentes, Actes du troisième colloque de la Société d'archéologie médiévale, éditions des Documents d'Archéologie Française (DAF), 1994
- Direction d'ouvrage, Architecture militaire en Provence médiévale, n° XL-159 de Provence Historique, 1990.
- Le site de Notre-Dame d'Avinionet à Mandelieu, éditions du C.N.R.S., 1990.
- « La cité et son territoire : l'exemple du Sud-Est de la Gaule », dans Towns and their territories between late antiquity and the early middle ages, éditions Brill, 2000, p. 37-61.
- La « crypte » de Saint-Maximin, Edisud, 2001.
- Avec Elisabeth Sauze, Le groupe épiscopal de Fréjus, collection « Cathédrales de France », éditions du Patrimoine, 2004.
- Direction d'ouvrage, Paul-Albert Février, de l’Antiquité au Moyen Âge, actes du colloque de Fréjus, 7 et 8 avril 2001, Publications de l’Université de Provence, 2004.
- Avec la collaboration d'Aïcha Ben Abed-Ben Khedher, Sylvestre Roucole et Michel Bonifay, Sidi Jdidi I, la basilique sud, « Collection de l'École française de Rome », no 339, Institut national du patrimoine de Tunis, 2004.
- Avec la collaboration de Jean-Pierre Pelletier, Saint-Victor de Marseille : De la basilique paléochrétienne à l'abbatiale médiévale, éditions Images en manœuvres, 2004.
- Avec la collaboration de Jean-Pierre Pelletier, Saint-Victor de Marseille : étude archéologique et monumentale, « Bibliothèque de l'Antiquité tardive », no 12, Brepols, 2009.
- Direction d'ouvrage avec J.-P. Pelletier, Saint Victor de Marseille : études archéologiques et historiques : actes du colloque Saint-Victor, Marseille, 18-20 novembre 2004, « Bibliothèque de l'Antiquité tardive », no 13, Brepols, 2009.
- Avec Aïcha Ben Abed-Ben Khedher et Sylvestre Roucole, Sidi Jdidi. II, Le groupe épiscopal, Collection de l'École française de Rome, no 451, Rome, 2011.
- Direction d'ouvrage, Le groupe épiscopal de Fréjus, Brepols, Turnhout, 2011.